# Susumu Watanabe
Susumu Watanabe (渡邉 晋 Watanabe Susumu?), född 10 oktober 1973 i Tokyo prefektur, är en japansk före detta fotbollsspelare.
Watanabe började sin karriär 1996 i Consadole Sapporo. Efter Consadole Sapporo spelade han för Ventforet Kofu och Vegalta Sendai. Han avslutade karriären 2004.